# Beatriz Zaneratto João
Beatriz Zaneratto João (Araraquara, Brasil; 17 de diciembre de 1993), conocida en los medios deportivos como Beatriz o Bia, es una futbolista brasileña. Juega como delantera en el Kansas City Current de la NWSL de Estados Unidos. Es internacional con la selección de Brasil.

## Trayectoria
Beatriz se unió a su equipo local Ferroviária a los 13 años. En 2010, se mudó para jugar con el Santos, que acababa de alzarse con la Copa Libertadores Femenina. En febrero de 2013, Beatriz y su compañera en el Vitória das Tabocas Thaísinha anunciaron que habían aceptado el pase al club surcoreano Incheon Hyundai Steel Red Angels. Con este equipo, Beatriz ha ganado siete campeonatos consecutivos de la WK League entre 2013 y 2019. En el torneo de 2015, marcó el gol del empate en el minuto 123 para llevar el partido a la tanda de penaltis, donde su equipo terminó por ganar el título.

## Estadísticas

### Clubes
| Club                             | País           | Año           |
| -------------------------------- | -------------- | ------------- |
| Ferroviária                      | Brasil         | 2007-2009     |
| Santos FC                        | Brasil         | 2010          |
| Bangu                            | Brasil         | 2011          |
| Vitória das Tabocas              | Brasil         | 2012          |
| Incheon Hyundai Steel Red Angels | Corea del Sur  | 2013-2019     |
| Wuhan Xinjiyuan                  | China          | 2020          |
| Palmeiras (préstamo)             | Brasil         | 2020-2024     |
| Kansas City Current              | Estados Unidos | 2024-presente |

## Palmarés

### Títulos nacionales
| Título    | Club                             | País          | Año  |
| --------- | -------------------------------- | ------------- | ---- |
| WK League | Incheon Hyundai Steel Red Angels | Corea del Sur | 2013 |
| WK League | Incheon Hyundai Steel Red Angels | Corea del Sur | 2014 |
| WK League | Incheon Hyundai Steel Red Angels | Corea del Sur | 2015 |
| WK League | Incheon Hyundai Steel Red Angels | Corea del Sur | 2016 |
| WK League | Incheon Hyundai Steel Red Angels | Corea del Sur | 2017 |
| WK League | Incheon Hyundai Steel Red Angels | Corea del Sur | 2018 |
| WK League | Incheon Hyundai Steel Red Angels | Corea del Sur | 2019 |

### Títulos internacionales
| Título                                  | Club   | País     | Año  |
| --------------------------------------- | ------ | -------- | ---- |
| Torneo Internacional de Fútbol Femenino | Brasil | Brasil   | 2016 |
| Copa América Femenina                   | Brasil | Chile    | 2018 |
| Copa América Femenina                   | Brasil | Colombia | 2022 |

(*) Incluyendo la Selección

### Distinciones individuales
| Distinción                                   | Año  |
| -------------------------------------------- | ---- |
| Goleadora del Torneo Internacional (5 goles) | 2016 |
| Mejor Once de la Conmebol (IFFHS)            | 2022 |